# Чайка білоголова
Чайка білоголова (Vanellus crassirostris) — вид птахів родини сивкові (Charadriidae). Поширений в Африці.

## Поширення
Вид поширений в центральній і південній частинах Африки від Ефіопії, Чаду і Судану до поясу, що включає Намібію, Ботсвану, Зімбабве і Мозамбік.

## Підвиди
- V. c. crassirostris (Hartlaub, 1855) — від Нігерії та південного Судану на півночі, на сході до Демократичної Республіки Конго та північної Танзанії на півдні;
- V. c. leucopterus Reichenow, 1889 — від півдня Демократичної Республіки Конго та Малаві до Ботсвани та північного сходу Південної Африки.